# Diadelia xylina
Diadelia xylina là một loài bọ cánh cứng trong họ Cerambycidae.